# Grand Hotel Riviera u Puli
Grand Hotel Riviera ili Palasthotel Riviera započeo se graditi 1908. godine, a otvoren je 1909. godine u Puli. Izgrađen je prema projektu bečkog arhitekta Carla Seidla. Nakon izgradnje dugo je vremena bio najveći i najluksuzniji pulski hotel. Ovo masivno neobarokno zdanje s bogatom secesijskom dekoracijom i velikim balkonom na glavnom pročelju izgrađeno je 1909. na iznimno povoljnoj lokaciji izvan povijesne jezgre. Investitor ovog palasthotela bio je Österreichische Riviera Aktiengesellschaft (hrv. Austrijska rivijera, dioničko društvo) koji je također sudjelovao u izgradnji nekoliko većih hotelskih zdanja u Istri poput istoimenog hotela u Poreču.
Hotel Riviera dugo je godina bio glavno okupljalište filmaša tijekom Festivala igranoga filma u Puli, a danas je u vlasništvu Arenaturista u kojem ima funkciju konačišta (engl. guesthouse). Grand Hotel Riviera primjer je prijelaznog stila između historicizma, koji u istarskoj arhitekturi traje i tijekom prvih dvaju desetljeća 20. stoljeća, i secesije, pa je ovome prijelaznom stilu svojstveno povezivanje i miješanje povijesnoga (historicističkoga) i suvremenoga (secesijskoga).
Nekad jedan od najpopularnijih hotela u gradu, čemu je doprinijela izvrsna ponuda od bečke kuhinje, koncertne dvorane, kavane, frizerskog salona i poštanskih usluga kao i drugih sadržaja i pogodnosti. Zbog toga su gosti bila svjetski poznata imena poput bečkog baruna Egona Maratta Stummera, princa od Lichtensteina ili grofice Bathyany.

## Vanjske poveznice
|  | Zajednički poslužitelj ima još gradiva o temi Grand Hotel Riviera |

- Službene stranice hotela  Arhivirana inačica izvorne stranice od 2. rujna 2011. (Wayback Machine)